# Медведев, Фёдор Андреевич
Фёдор Андре́евич Медве́дев (18 февраля 1923, Козельский район Калужской области, Российская Федерация — 5 февраля 1993, Москва, Российская Федерация) — советский историк математики, кандидат физико-математических наук, член редколлегии журнала «Historia Mathematica».
Ф. А. Медведев внёс важный и обширный вклад в историю теории функций и множеств, функционального анализа и оснований математики. В своих работах он обращался также к философским вопросам математики, включая основания нестандартного анализа и историю трактовок математической бесконечности.

## Научная биография
В 1952 г. по окончании Калужского педагогического училища начал работать учителем математики в маленькой сельской школе. В 1955 г. стал одним из первых аспирантов докторской программы по истории науки и техники в Институте истории естествознания и техники. Тему диссертации по истории теории функций и множеств рекомендовал ему его научный руководитель А. П. Юшкевич (1906—1993). После восьми лет напряжённого труда, посвящённого не только изучению математики и её истории, но и нескольких иностранных языков и философии, Медведев защитил диссертацию, а спустя два года, в 1965 г., была опубликована первая его книга «Развитие теории множеств в XIX веке» [1]. В ней Медведев тщательно, с высокой степенью строгости проанализировал ключевые проблемы, избежав тривиального описания поэтапного развития. В частности, он отказался от традиционного взгляда на историю теории множеств, как берущей своё начало из интереса Г. Кантора к тригонометрическим рядам, а обратился к другому источнику — к работам Р. Дедекинда по алгебре и основаниям математики.
В 1974 г. Медведев опубликовал свою вторую монографию под названием «Развитие понятия интеграла» [2]. Там он сосредоточил своё внимание на происхождении интегральных методов от античности до современной трактовки предмета в функциональном анализе. Он рассматривает историю интеграла относительно понятий меры и измерения, а не дифференцирования.
Самыми продуктивными для него были годы с 1974 по 1976. В 1975 г. он опубликовал «Очерки истории теории функций действительной переменной» [3] (в английском переводе Scenes from the History of Real Function Theory, 1991 [7]). В 1976 г. вышла его книга «Французская школа теории функций и множеств на рубеже XIX—XX вв.» [4]. В обоих трудах подчёркивалось последовательное развитие теории функций с XVIII в. до 1930-х гг., что противоречило имевшимся утверждениям о возникновении её не ранее, чем в трудах Дирихле. В книге [4] Медведев обращается к так называемой «социальной истории математики», посвятив целую главу сравнительному анализу тенденций развития математики XIX в. в École Polytechnique и École normale supérieure.
1980-е гг. ознаменовались для Медведева сменой акцентов. В этот период его внимание фокусируется на детальном логическом анализе скрытых предпосылок, лежащих в основе теоретической математики. Это новое направление исследований увенчалось его книгой «Ранняя история аксиомы выбора» [5], вышедшей в 1982 г. одновременно с публикациями на эту же тему Г. Х. Мура (1982), и Ж. Кассине и М. Гийемо (1983).
Затем Медведев обратился к трудам Г. Кантора и в 1985 г. издал с подробнейшими комментариями русские переводы его работ по теории множеств [6]. Тщательное изучение биографии и сочинений Кантора вызвало у Медведева предположение о возможном влиянии богословских идей на математическое творчество Кантора. В последующих статьях он решительно опровергает эту точку зрения.
В меньшей степени специалистам известны последние работы Медведева, посвящённые бесконечности в математике. Они служат примером его оригинального подхода, особенно в части античной математики. Согласно Медведеву, невозможно логически разделить понятия конечного и бесконечного. Отсюда следует, что понятие бесконечного неявно использовалось в математических рассуждениях античной Греции, хотя греки прямо его не упоминали.
В своих работах, а также в личных беседах Медведев часто говорил о ключевой роли практики в развитии математических представлений и методов. Однако саму практику он представлял себе в платоновской форме, то есть как формирование материальных объектов в соответствии с законами порядка и гармонии, явными проявлениями которых были закономерности, открытые математиками. Будучи страстным любителем природы, проводившим свои творческие отпуска в долгих прогулках по русским лесам, Медведев посвятил свою научную деятельность попыткам понять, как порядок и гармония, видимые в природе, вошли в математику.
Большой вклад в историю математики внесли не только письменные работы Медведева, но и его доклады, сделанные на конгрессах и конференциях: XII-e Congrès international d’histoire des sciences, Paris (1968); 15th International Congress of the History of Science, Edinburgh (1977); Pisa Conference on the History and Philosophy of Science (1978); NTM Schriftenreihe für Geschichte der Naturwissenschaften, Technik und Medizin 19 (2), DDR (1982); 18th International Congress of History of Science, FRG (1989).
Более 60 статей Медведева опубликовано преимущественно в сборниках «Труды Института Истории естествознания и техники», «Историко-математические исследования», «История и методология естественных наук», в журнале «Вопросы истории естествознания и техники». Некоторые его статьи переведены на европейские языки. Известно, что часть его статей последних лет осталась в рукописи, так как в 1990-е гг. издательская деятельность финансировалась недостаточно.

## Книги Ф. А. Медведева
1. Развитие теории множеств в XIX веке. М.: Наука, 1965.
2. Развитие понятия интеграла. М.: Наука, 1974.
3. Очерки истории теории функций действительного переменного. М.: Наука, 1975.
4. Французская школа теории функций и множеств на рубеже XIX—XX вв. М.: Наука, 1976.
5. Ранняя история аксиомы выбора. М.: Наука, 1982.
6. Георг Кантор: Труды по теории множеств. М.: Наука, 1985. Перевод и комментарии, биография Кантора и библиография — Ф. А. Медведев.
7. Scenes from the History of Real Functions. Basel: Birkhäuser, 1991.